# Батарейка C

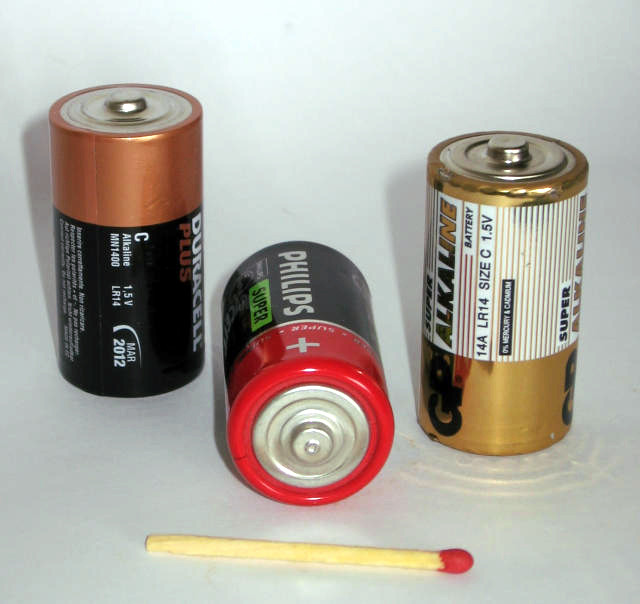

Батарейка C (також R14, 343, Baby, UM2) —  типорозмір гальванічних елементів широкого застосування.

## Технічні характеристики
- Довжина: 50 мм, діаметр: 26,2 мм.
- Маса: близько 37 грамів.
- Ємність при розряді малими струмами, що не перевищують десятки мА:
  - Сольовий елемент (R20): 1750 мА·г.
  - Лужний елемент (LR20): 3000-8200 мА·г